# Alex Wolff
Alexander Wolff, dit Alex Wolff, né le 1er novembre 1997 à New York, est un acteur, réalisateur et musicien américain.
Il est principalement connu pour avoir joué des rôles secondaires dans Traque à Boston, dans la nouvelle saga Jumanji : Bienvenue dans la jungle et sa suite Jumanji: Next Level ainsi que le rôle masculin principal du film d'horreur Hérédité d'Ari Aster.
Il est le fils du musicien Michael Wolff (en), de l'actrice Polly Draper ainsi que le frère cadet de l'acteur Nat Wolff, avec qui il a été révélé dans le film The Naked Brothers Band: The Movie.
En 2019, il réalise et écrit le drame adolescent The Cat and the Moon (en), faisant ses tous premiers pas en tant que jeune réalisateur,.

## Biographie

### Carrière
Il commence à se faire connaître dans la série télévisée à succès The Naked Brothers Band: The Movie dans laquelle il joue avec son frère, Nat. Pour l'occasion, ils ont créé leur propre groupe musical intitulé Nat & Alex Wolff.
En 2016, il joue le rôle du terroriste Djokhar Tsarnaïev dans le thriller policier inspiré de l'attentat du marathon de Boston dans Traque à Boston de Peter Berg aux côtés d'acteurs de renom comme Mark Wahlberg, Kevin Bacon, John Goodman, J. K. Simmons et Michelle Monaghan.
En 2017, il est à l'affiche du deuxième volet de la célèbre saga Jumanji dans Jumanji : Bienvenue dans la jungle avec Dwayne Johnson, Kevin Hart, Jack Black, Karen Gillan ou encore Nick Jonas. Il reprendra son rôle dans la suite intitulée Jumanji: Next Level avec la même distribution ainsi que Danny Glover et Danny DeVito.
En 2018, il est à l'affiche du film d'horreur Hérédité, premier long-métrage du cinéaste acclamé par la critique Ari Aster.
En 2020, il tourne dans Pig, un drame indépendant où il donne la réplique à Nicolas Cage.

## Filmographie

### Cinéma

#### Longs métrages
- 2011 : Baby-sitter malgré lui (The Sitter) de David Gordon Green : Clayton
- 2014 : Hairbrained de Billy Kent : Eli Pettifog
- 2016 : Traque à Boston (Patriots Day) de Peter Berg : Djokhar Tsarnaïev
- 2016 : Mariage à la grecque 2 (My Big Fat Greek Wedding 2) de Kirk Jones : Bennett
- 2017 : Jumanji : Bienvenue dans la jungle (Jumanji : Welcome to the Jungle) de Jake Kasdan : Spencer Gilplin
- 2017 : My Friend Dahmer de Marc Meyers : Derf Backderf
- 2017 : Les Potes (Dude) d'Olivia Milch : Noah
- 2017 : The House of Tomorrow de Peter Livolsi : Jared Whitcomb
- 2017 : Coming Through The Rye de James Steven Sadwith : Jamie Schwartz
- 2018 : Hérédité (Hereditary) d'Ari Aster : Peter Graham
- 2019 : Jumanji: Next Level de Jake Kasdan : Spencer Gilplin
- 2019 : Human Capital de Marc Meyers : Ian
- 2019 : Bad Education de Cory Finley (en)
- 2020 : Pig de Michael Sarnoski : Amir
- 2020 : Castle in the Ground de Joey Klein
- 2021 : Old de M. Night Shyamalan : Trent à partir de 15 ans
- 2023 : A Good Person de Zach Braff : Mark
- 2023 : Oppenheimer de Christopher Nolan : Luis Walter Alvarez
- 2024 : Sans un bruit : jour 1 (A Quiet Place: Day One) de Michael Sarnoski : Reuben

### Télévision

#### Séries télévisées
- 2005 : The Naked Brothers Band: The Movie : Alex
- 2009 : Monk : Brian Willis
- 2010 : En analyse (In Treatment) : Max
- 2024 : So long Mariane

### Réalisateur
- 2019 : The Cat and the Moon (en)

## Voix francophones
En version française, Alex Wolff est doublé par Gabriel Bismuth-Bienaimé dans Traque à Boston et Mariage à la grecque 2, Julien Crampon dans les films Jumanji, François Santucci dans Les Potes, Martin Faliu dans Hérédité et Human Capital (en), Antoine Ferey dans Old, Maxime Donnay dans Pig et Clément Moreau dans Sans un bruit : jour 1.